# أكسل جنسن
أكسل جنسن (بالنرويجية البوكمول: Axel Jensen)‏ هو كاتب نرويجي، ولد في 12 فبراير 1932 في تروندهايم في النرويج، وتوفي في 13 فبراير 2003 في كريستيانساند في النرويج بسبب تصلب جانبي ضموري ومرض العصبون الحركي.

## وصلات خارجية
- أكسل جنسن على موقع IMDb (الإنجليزية)